# 19th Nervous Breakdown
19th Nervous Breakdown is een lied dat is geschreven door Mick Jagger en Keith Richards van The Rolling Stones. Het werd opgenomen in december 1965 in de studio’s van RCA in Hollywood en kwam in februari 1966 uit als single. De Britse en de Amerikaanse versie hadden verschillende achterkanten. In Groot-Brittannië, en ook in Nederland, was As Tears Go By de B-kant. In België was het andersom, en was 19th Nervous Breakdown de B-kant. In de Verenigde Staten was As Tears Go By al eerder als aparte single verschenen; 19th Nervous Breakdown kreeg hier (en ook in Canada) als achterkant Sad Day.

## Het nummer
Jagger en Richards schreven 19th Nervous Breakdown in 1965 tijdens een tournee door de Verenigde Staten. Het nummer gaat over een meisje, de dochter van rijke ouders, dat in haar jeugd nooit wat tekort is gekomen, en het leven nu niet aankan. Binnenkort krijgt ze haar negentiende zenuwinzinking.
Keith Richards speelde de sologitaar. Brian Jones zorgde met zijn gitaar voor de riff tussen de coupletten, die doet denken aan het nummer Diddley Daddy van Bo Diddley, een van de grote voorbeelden van de Stones. Op het eind speelde de basgitaar van Bill Wyman een thema dat een recensent als Richie Unterberger deed denken aan naderende bommenwerpers.
De complete bezetting was:
- Mick Jagger, zang
- Keith Richards, sologitaar en achtergrondzang
- Brian Jones, slaggitaar
- Bill Wyman, basgitaar
- Charlie Watts, drums

Het nummer haalde de tweede plaats in Groot-Brittannië, de Verenigde Staten en Nederland, de zevende plaats in België en de eerste plaats in Duitsland (zie Lijst van nummer 1-hits in Duitsland in 1966).
De groep bracht het nummer op 13 februari 1966 live in de Ed Sullivan Show, samen met (I Can't Get No) Satisfaction en As Tears Go By. Het was voor het eerst dat de Stones in kleur op de televisie kwamen.

### NPO Radio 2 Top 2000
| Nummer met noteringen in de NPO Radio 2 Top 2000 | '04  | '05 | '06  | '07-'11 | '12  |
| ------------------------------------------------ | ---- | --- | ---- | ------- | ---- |
| 19th Nervous Breakdown                           | 1596 | -   | 1900 | -       | 1927 |

1. ↑  Een '-' betekent dat het nummer niet was genoteerd en een vetgedrukt getal geeft de hoogste notering aan.
2. ↑  2004 was het eerste jaar met een notering voor dit nummer.
3. ↑  Deze tabel is bijgewerkt tot en met de laatste editie (2024).

### Op albums
Het nummer staat op de volgende albums:
- Big Hits (High Tide and Green Grass) (1966)
- Got Live if You Want It! (1966)
- Hot Rocks 1964–1971 (1971, 1990)
- Rock 'n' Rolling Stones (1972)
- Rolled Gold: The very best of The Rolling Stones (1975)
- Stones Story (1976)
- Singles Collection: The London Years (1989)
- Forty Licks (2002)
- Rolled Gold+: The very best of The Rolling Stones (2007)
- GRRR! (2012)

en op de cd-box Singles 1965-1967 (2004).

## Coverversies
- Joe Pass nam het nummer op voor zijn album The Stones Jazz van 1966.
- Martin Short zong het nummer in een aflevering van Saturday Night Live, waarin hij Mick Jagger imiteerde. In 2012 zong Jagger het zelf in dezelfde show, begeleid door The Foo Fighters.
- The Tomcats zetten het nummer in 1966 op een ep.

Het lied is te horen in de film Anger Management uit 2003.